# Ро, Жан-Клод
Жан-Клод Ро (фр. Jean-Claude Raux) — французский политик, депутат Национального собрания Франции.

## Биография
Жан-Клод Ро родился 18 января 1967 года в Аржантане (департамент Орн). Работал учителем литературы и английского языка в профессиональном лицее в Редоне.
Активист Ассоциации развития культуры, в 2008 году он был избран муниципальным советником коммуны Саффре. На муниципальных выборах 2020 года возглавил единственный левый список и был избран мэром этой коммуны. 
Перед  выборами в Национальное собрание в 2022 году Жан-Клод Ро был выдвинут кандидатом в депутаты по 6-му избирательному округу департамента Атлантическая Луара от левого блока NUPES и был избран, получив во втором туре 52,9 % и опередив кандидата от президентского большинства. Не являясь членом какой-либо политической партии, он симпатизирует идее защиты окружающей среды и утверждает, что «всегда придерживался левых ценностей». В Национальном собрании вошел в состав Комиссии по культуре и образованию.

## Занимаемые должности
09.03.2008 — 18.05.2020 — член муниципального совета коммуны Саффре 

18.05.2020 — 08.07.2022 — мэр коммуны Саффре 

с 22.06.2022 — депутат Национального собрания Франции от 6-го избирательного округа департамента Атлантическая Луара 

с 09.07.2022 — член муниципального совета коммуны Саффре 